# フローレンティン・ペトレ
フローレンティン・ペトレ（Florentin Petre 、1976年1月15日 - ）は、ルーマニア・ブカレスト出身の元サッカー選手。元ルーマニア代表である。ポジションはフォワード（右ウイング）。

## 経歴
ルーマニアの首都ブカレストに生まれた。1994年にディナモ・ブカレストからデビューし、デビュー戦で得点を決めた。2000年にはリーグ戦とカップ戦のダブルを達成した。その後C型肝炎に感染し、2シーズンをほとんど棒に振った。2004年には再びリーグタイトルを獲得し、2003年と2004年にはカップ戦を連覇した。この頃代表にも復帰した。2006年4月、ブルガリアのPFC CSKAソフィアに移籍した。

## 所属クラブ
- ディナモ・ブカレスト 1994-2006

→ FC UTAアラド (loan) 1995
- PFC CSKAソフィア 2006-2008, 2009-2010
- FCテレク・グロズヌイ 2008-2009
- FC Victoria Brăneşti 2010-2011

## タイトル
ディナモ・ブカレスト
- リーガ1 2000, 2002, 2004
- クパ・ロムニエイ 2000, 2001, 2003, 2004, 2005
- スーペルクパ・ロムニエイ 2005

CSKAソフィア
- ブルガリアリーグ 2007-08